# Kostelec nad Černými lesy
Kostelec nad Černými lesy là một thị trấn thuộc huyện Praha-východ, vùng Středočeský, Cộng hòa Séc.

## Người nổi tiếng
- Eva Švankmajerová (1940–2005), nghệ sĩ siêu thực

## Thành phố kết nghĩa
Kostelec nad Černými lesy kết nghĩa với:
- Mamirolle, Pháp